# Miguel Albiol
Pour les articles homonymes, voir Albiol.
Miguel Albiol Tortajada, né le 2 septembre 1981 à Vilamarxant (Espagne), est un footballeur espagnol évoluant au poste de milieu de terrain. Il est le frère aîné de Raúl Albiol.

## Biographie
Miguel Albiol joue une rencontre en Ligue des champions avec le club du Valence CF.
Il dispute 178 matchs en deuxième division espagnole, inscrivant trois buts.

## Palmarès
- Champion d'Espagne de D2 en 2003 avec le Real Murcie